# 聖塞瓦斯蒂安 (科馬亞瓜省)
聖塞瓦斯蒂安（San Sebastián, Comayagua），是洪都拉斯的城鎮，位於該國中西部，由科馬亞瓜省負責管轄，面積95.6平方公里，海拔高度657米，2001年人口2,710，人口密度每平方公里28.35人。
14°15′N 87°38′W / 14.250°N 87.633°W